# Raionul Vilșanka, Kirovohrad
Vilșanka (în ucraineană Вільшанський район, transliterat: Vilșanskîi raion) este un raion în regiunea Kirovohrad, Ucraina. Reședința sa este așezarea de tip urban Vilșanka.

## Demografie
Componența lingvistică a raionului Vilșanka
     Ucraineană (92,7%)
     Rusă (2,54%)
     Bulgară (2,4%)
     Română (1,29%)
     Alte limbi (0,13%)
Conform recensământului din 2001, majoritatea populației raionului Vilșanka era vorbitoare de ucraineană (92,7%), existând în minoritate și vorbitori de rusă (2,54%), bulgară (2,4%) și română (1,29%).